# London (William Blake)

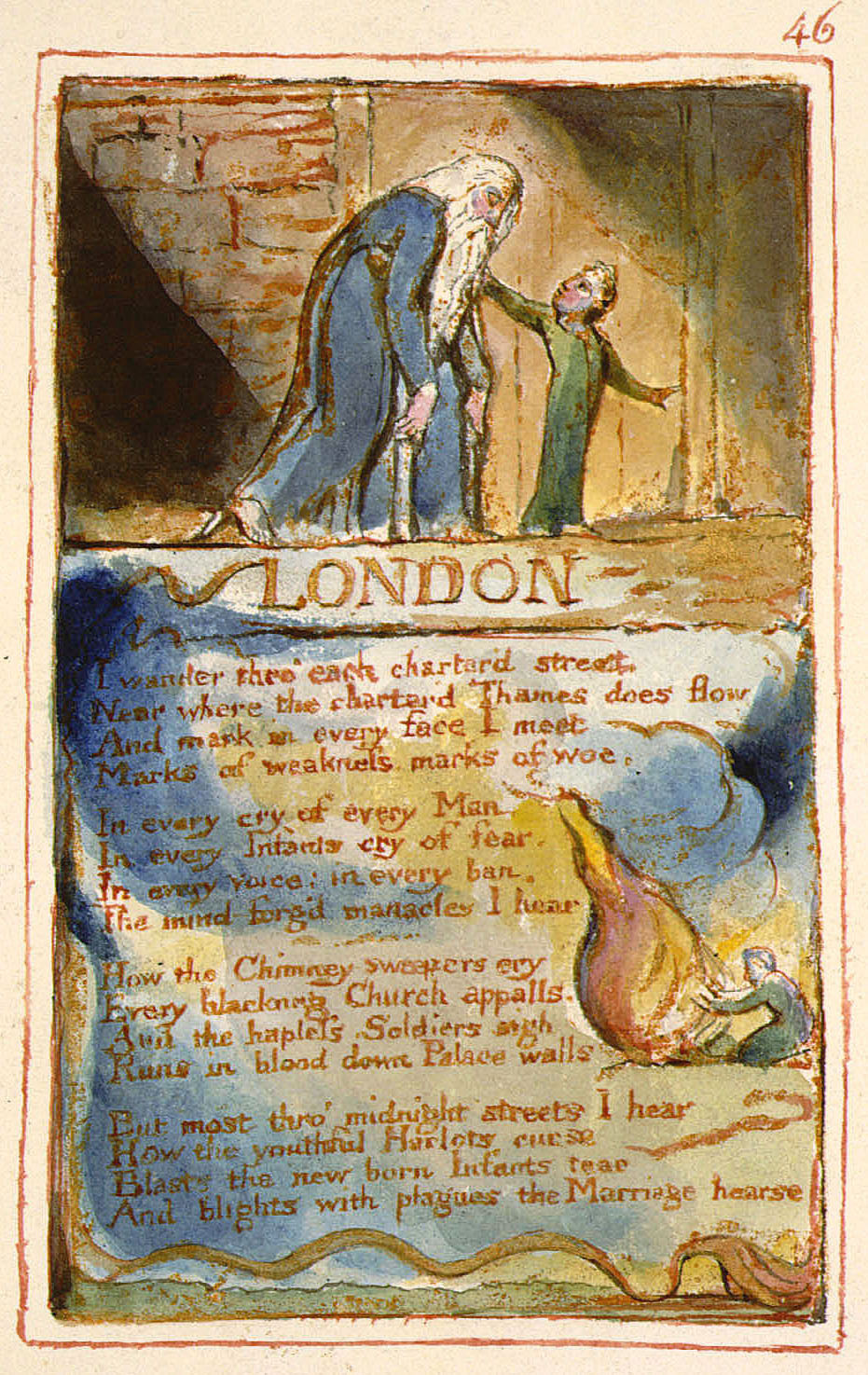
Stampa del 1826 effigiante London

London è una poesia di William Blake contenuta nelle Songs of Experience e pubblicata nel 1794.

## Testo e traduzione
| Testo | Traduzione |
| --- | --- |
| I wander thro' each charter'd street, Near where the charter'd Thames does flow, And mark in every face I meet, Marks of weakness, marks of woe. 4 In every cry of every Man, In every Infant’s cry of fear, In every voice: in every ban, The mind-forg'd manacles I hear. 8 How the Chimney-sweeper's cry Every black'ning Church appalls, And the hapless Soldier's sigh Runs in blood down Palace walls. 12 But most, thro' midnight streets I hear How the youthful Harlot's curse Blasts the new born Infant's tear, And blights with plagues the Marriage hearse. 16 | Io vago attraverso le strade confinate, Vicino a dove scorre il Tamigi confinato, E noto un segno in ogni faccia che incontro I Segni della debolezza, i segni del dolore. 4 In ogni pianto di ogni uomo, In ogni pianto infantile di paura, In ogni voce: in ogni divieto, Sento le manette forgiate dalla mente. 8 Come il pianto dello spazzacamino Atterrito dalla Chiesa sgomenta, E il sospiro del soldato sfortunato Scorre in sangue lungo i muri del palazzo. 12 Ma attraverso la maggior parte delle strade a mezzanotte sento Come la maledizione della giovane prostituta Distrugge la lacrima dell'infante neonato, E rovina con pestilenze il carro funebre del matrimonio. 16 |

## Analisi

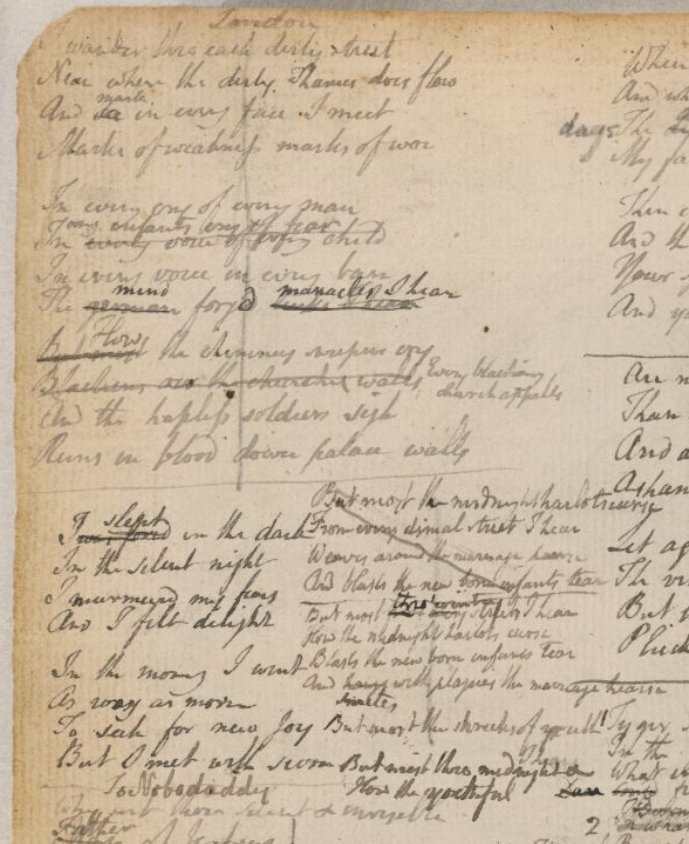
Manoscritto di London

Il poema è composto da quattro strofe, ciascuna di quattro versi, fondate su un tetrametro giambico e con rime costruite secondo lo schema metrico ABAB: in questo modo si ottiene un componimento che in soli sedici versi condensa tutta la visione di William Blake sulla società a lui coeva.
Infatti, sebbene Londra iniziasse a guardare al traguardo del milione di abitanti, non fu altrettanto capace nel migliorare le condizioni di vita dei propri abitanti: William Blake decide quindi di immaginare di vagabondare per le strade della capitale britannica, facendo al contempo diverse considerazioni personali. Nella prima quartina, Blake pone molta enfasi su come la società a lui contemporanea sia dominata dai beni materiali: i luoghi dove egli passeggia (strade del cui nome non fa menzione, e gli argini del Tamigi) sono infatti «a nolo» (charter'd), ovvero sfruttati commercialmente, a simboleggiare l'effimero potere incarnato dal denaro che ciò malgrado sta iniziando a ricoprire sempre più importanza. Le vittime oppresse da questa miserabile condizione sono molteplici: sia gli uomini (v. 5) che gli infanti (v. 6) lanciano lancinanti grida di dolore, costretti dal giogo dell'industrializzazione. L'influenza mortifera esercitata dal materialismo si cristallizza nelle «manette forgiate dalla mente» (mind-forg'd manacles: v. 8), vero e proprio veicolo allegorico del poema, che stanno ad indicare la prigionia mentale che affligge i cittadini di Londra.
Nella terza strofa vengono portati due esempi di ciò: ad esser oppressi dalle «manette forgiate dalla mente» sono lo spazzacamino, costretto a pulire una chiesa annerita dalla fuliggine londinese, derivante dalla crescente industrializzazione, ed il soldato che sospira, richiamato alla guerra, dove si appresterà ad affrontare una sorte ardua e incerta. Quelli del soldato e dello spazzacamino sono gli archetipi delle due maggiori istituzioni del tempo: rispettivamente, la Chiesa e la Monarchia, carnefici della popolazione britannica.
Nell'ultima quartina, con vigorose pennellate, Blake descrive nuovamente quel che ode mentre passeggia per le strade. Viene dato particolare risalto allo straziante urlo di una prostituta che maledice la vita appena sorta dal suo ventre: si tratta questo di un riferimento alla sifilide, malattia venerea molto frequente nell'Ottocento.